# Municipio de Davidson (Arkansas)
El municipio de Davidson (en inglés: Davidson Township) es un municipio ubicado en el condado de Sharp en el estado estadounidense de Arkansas. En el año 2010 tenía una población de 167 habitantes y una densidad poblacional de 2,92 personas por km².

## Geografía
El municipio de Davidson se encuentra ubicado en las coordenadas 36°11′48″N 91°29′52″O / 36.19667, -91.49778. Según la Oficina del Censo de los Estados Unidos, el municipio tiene una superficie total de 57.23 km², de la cual 57,23 km² corresponden a tierra firme y (0 %) 0 km² es agua.

## Demografía
Según el censo de 2010, había 167 personas residiendo en el municipio de Davidson. La densidad de población era de 2,92 hab./km². De los 167 habitantes, el municipio de Davidson estaba compuesto por el 94,01 % blancos, el 0,6 % eran afroamericanos y el 5,39 % eran de una mezcla de razas. Del total de la población el 0 % eran hispanos o latinos de cualquier raza.